# カティナッチョ
カティナッチョ山群（伊: gruppo del Catinaccio）は、イタリア北部のドロミーティ山地にある山群。ドイツ語名のローゼンガルテン山群（独: Rosengartengruppe あるいは単に 独: Rosengarten）でも知られる。トレンティーノ＝アルト・アディジェ州の東部に位置し、トレント自治県とボルツァーノ自治県にまたがる。
最高峰はカティナッチョ・ダンテルモイア (3,004 m)。